# Celada de Cea
Celada de Cea es una localidad de la provincia de León, perteneciente al ayuntamiento de Sahagún.
Se encuentra al este de Joara y Sotillo de Cea, al norte de Riosequillo y al noreste de Villalebrín y la capital del municipio, Sahagún.
- Datos: Q5760038